# تکله (جلیل‌آباد)
تکل (به لاتین: Təklə) یک منطقهٔ مسکونی در جمهوری آذربایجان است که در شهرستان جلیل‌آباد واقع شده‌است.

## خصوصیات
تکل ۷۸۱ نفر جمعیت دارد.